# Thyridanthrax mutilus
Thyridanthrax mutilus är en tvåvingeart som först beskrevs av Friedrich Hermann Loew 1869.  Thyridanthrax mutilus ingår i släktet Thyridanthrax och familjen svävflugor. Inga underarter finns listade i Catalogue of Life.